# То Мики
То Мики е третият албум на Цеца, издаден през 1990 година от ПГП РТБ. Съдържа 9 песни.

## Песни
1. То, Мики
2. Пустите ме да га видим
3. Ципелице
4. Лако је теби
5. Другарице проклетнице
6. Све у своје време
7. Не дај ме
8. Ех, тешко мени

Текст на песни 1,5 – Добривойе Иванкович, песен 2 – Цеца Величкович, песен 3 – Лиляна Живкович, песен 4,8 – Весна Петкович, песен 6 – С. Орсана, песен 7 – Зоран Матич. Музика на песни 3,7 – Добривойе Иванкович, песен 2 – Цеца Величкович, песен 6 – Миролюб Аранджелович, песен 4,5,8 – Миша Миатович.